# Mahiari
Mahiari é uma vila no distrito de Haora, no estado indiano de Bengala Ocidental.

## Geografia
Mahiari está localizada a 22° 35′ N, 88° 14′ L. Tem uma altitude média de 6 metros (19 pés).

## Demografia
Segundo o censo de 2001, Mahiari tinha uma população de 15 422 habitantes. Os indivíduos do sexo masculino constituem 51% da população e os do sexo feminino 49%. Mahiari tem uma taxa de literacia de 77%, superior à média nacional de 59,5%: a literacia no sexo masculino é de 81% e no sexo feminino é de 73%. Em Mahiari, 10% da população está abaixo dos 6 anos de idade.